# Albert Zafy
Albert Zafy, född 1 maj 1927 i Ambilobe i regionen Diana, död 13 oktober 2017 i Saint-Pierre på Réunion, var Madagaskars president från den 27 mars 1993 till den 5 september 1996.